# 페드로 (카스티야)
페드로(스페인어: Pedro)는 카스티야 연합왕국의 카스티야 보르고냐가(스페인어: Casa de Borgoña)의 마지막 국왕이다. 별명은 잔혹왕(스페인어: el Cruel 엘 크루엘[*]) 혹은 정의왕(스페인어: el Justo 엘 후스토[*])이다.
그의 이복 서형 엔리케 데 트라스타마라와의 내전으로 왕위를 빼앗겼으나 에드워드 흑태자의 도움으로 왕위를 되찾았다. 하지만 결국 패사하여 왕위는 엔리케에게 돌아가고 말았다.